# Ranking de Notas
El Ranking de Notas o Puntaje Ranking es uno de los factores que se usan en Chile y Perú, junto a la Prueba de Acceso a la Educación Superior (PAES) y las Notas de Enseñanza Media (NEM), para el proceso de admisión a las universidades chilenas. Este factor expresa la posición relativa de un estudiante en cada "contexto educativo" en el cual estuvo durante su enseñanza media, tomando como referencia el desempeño de los estudiantes en las últimas tres generaciones de dicho contexto,
El Consejo de Rectores de las Universidades Chilenas (CRUCH), que es responsable del establecimiento de un sistema de selección y admisión de estudiantes a las universidades que lo conforman, incorporó el Ranking de Notas como un nuevo factor en el proceso de admisión, sumándolo a los ya existentes: NEM y resultados de la PSU, como medida de calidad, equidad e inclusión en el acceso a las universidades.
El Ranking de Notas pretende considerar la trayectoria escolar completa del estudiante durante la enseñanza media, lo cual implica que se considera cada uno de los establecimientos en los cuales el estudiante cursó la enseñanza secundaria. Inicialmente se calculaba considerando el establecimiento educacional del cual había egresado el estudiante en 4º año de enseñanza media y desde 2016, se calcula por "contexto educativo" durante toda la enseñanza media, esto es, sobre la base de cada establecimiento educacional y el tipo de enseñanza recibida, por lo tanto, cualquier cambio de establecimiento o de modalidad de enseñanza media, supone un nuevo contexto educativo para estos efectos.